# پاول (وایومینگ)
پاول(به انگلیسی: Powell) شهری در ایالت وایومینگ کشور ایالات متحده آمریکا است که جمعیت آن در سرشماری سال ۲۰۱۰ میلادی، ۶٬۳۱۴ نفر بوده‌است.